# Cucudeta
Cucudeta är ett släkte av spindlar. Cucudeta ingår i familjen hoppspindlar.
Kladogram enligt Catalogue of Life:
| Cucudeta | \| \| Cucudeta gahavisuka \| \| \| \| \| \| Cucudeta uzet \| \| \| \| \| \| Cucudeta zabkai \| \| \| \| |
|          | \| \| Cucudeta gahavisuka \| \| \| \| \| \| Cucudeta uzet \| \| \| \| \| \| Cucudeta zabkai \| \| \| \| |
|          | Cucudeta gahavisuka                                                                                     |
|          | |
|          | Cucudeta uzet                                                                                           |
|          | |
|          | Cucudeta zabkai                                                                                         |
|          | |